# H.U. Sverdrup II
Die H.U. Sverdrup II ist ein Forschungsschiff des norwegischen Wehrforschungsinstituts Forsvarets forskningsinstitutt.

## Geschichte
Das Schiff wurde unter der Baunummer 73 auf der Werft Simek, Sigbjørn Iversen, in Flekkefjord gebaut. Der Rumpf wurde von der Werft Kaldnes Industri in Tønsberg zugeliefert. Die Kiellegung fand am 25. Oktober 1989, der Stapellauf am 20. Dezember 1989 statt. Die Fertigstellung und Ablieferung des Schiffes erfolgte am 1. Juni 1990. Das Schiff ist nach dem norwegischen Ozeanographen und Meteorologen Harald Ulrik Sverdrup benannt. Bereedert wird es von Remøy Shipping in Fosnavåg.
Das Schiff wird für die Wehrforschung, ozeanographische Forschung, Umweltforschung und Vermessungsaufgaben genutzt.

## Technische Daten und Ausstattung
Das Schiff wird von einem Viertakt-Achtzylinder-Dieselmotor von Bergen Engines (Typ: 8KR) angetrieben. Der Motor ist zur Geräuschminimierung elastisch gelagert. Er wirkt über ein Untersetzungsgetriebe auf einen Verstellpropeller. Für die Stromerzeugung stehen ein vom Antriebsmotor angetriebener Wellengenerator und ein von einem Cummins-Dieselmotor (Typ: QSK38-DM) angetriebener Generator zur Verfügung. Weiterhin wurde ein Notgenerator verbaut. Das Schiff ist mit einem elektrisch angetriebenen Bugstrahlruder ausgestattet.
Die Decksaufbauten befinden sich im vorderen Bereich des Schiffes. Im hinteren Bereich des Schiffes befindet sich ein 200 m² großes Arbeitsdeck. An Deck können fünf 20-Fuß- und zwei 10-Fuß-Container mitgeführt werden. Außerdem verfügt das Schiff über einen Laderaum, der über eine 3 × 2 Meter große Luke auf dem Achterdeck zugänglich ist. Der Laderaum kann von einem auf der Steuerbordseite installierten, hydraulisch betriebenen Kran bedient werden. Dieser kann 3 t heben. Der Kran kann auch für das Bewegen von Lasten auf dem Achterdeck genutzt werden. Weiterhin ist das Schiff mit einem Heckgalgen ausgerüstet, der 10 t heben kann. Auf der Steuerbordseite befindet sich ein klappbarer Ausleger als weiteres Hebewerkzeug. Dieser kann 5 t heben und hat über eine Luke direkten Zugang zum Nasslabor.
Das Schiff ist mit einem Stabilisator ausgerüstet. Der Rumpf des Schiffes ist eisverstärkt (Eisklasse C).
Das Schiff wird von einer siebenköpfigen Besatzung betrieben. Zusätzlich finden 15 Wissenschaftler Platz. An Bord stehen acht Einzel- und sieben Doppelkabinen zur Verfügung.